# Ksilomelum
Ksilomelum (lat. Xylomelum), biljni rod iz porodice dvoličnjakovki. Pripada mu nekoliko vrsta drveća i grmova iz Australije: Novi Južni Wales, Queensland i Zapadna Australija.

## Vrste
1. Xylomelum angustifolium Kippist & Meisn.
2. Xylomelum benthamii Orchard
3. Xylomelum cunninghamianum Foreman
4. Xylomelum occidentale R.Br.
5. Xylomelum pyriforme (Gaertn.) Knight
6. Xylomelum salicinum A.Cunn. ex R.Br.
7. Xylomelum scottianum (F.Muell.) F.Muell.